# Port-Revel
Pour les articles homonymes, voir Revel.

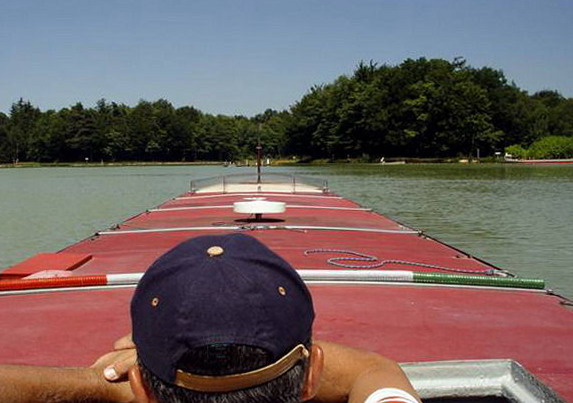
Vue depuis le pont d'un modèle pétrolier au Port Revel.

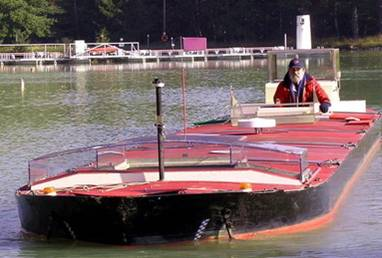
Modèle d'un supertanker avec 250000 tpl à Port Revel.

Le Centre de Formation de pilotage maritime de Port-Revel, situé sur la commune de Saint-Pierre-de-Bressieux dans l'Isère, près de Grenoble, est une école de formation des pilotes, des capitaines et des officiers sur les grands navires, comme les supertankers, les navires porte-conteneurs, les transporteurs de GNL et les navires de croisière. L'installation utilise des modèles réduits au 1/25e sur un lac artificiel conçu pour simuler les conditions naturelles, y compris les ports, les canaux, et la mer ouverte. C'est le premier établissement de ce genre dans le monde. 

## Histoire
Le centre remonte aux années cinquante, quand la société Sogreah, à l'origine de la création de Port-Revel, s'intéressait à l'érosion des berges du canal de Suez à l'aide de maquettes.
À la fin des années soixante, les observations faites sur des maquettes de bateaux ont été utilisées par la compagnie Esso pour modéliser les manœuvres de navires beaucoup plus importants comme les pétroliers. Le Centre a été créé en 1967 par Laboratoire Dauphinois d'Hydraulique (maintenant Artelia). 
Après trois années sous le contrôle d'Esso entre 1967 et 1970, le Centre a été repris par Sogreah en 1970.
Les cours sont donnés par d'anciens pilotes maritimes. Depuis 1967, le Centre a formé plus de 6 500 personnels maritimes, pilotes, capitaines et officiers du monde entier. Français, Européens, Australiens, Brésiliens et Nord-Américains, les pilotes représentent 90 % des stagiaires.
Ce type de formation est désormais recommandé par l'Organisation Maritime Internationale en vertu d'une Résolution A 960 (23) de décembre 2005.
Au cours des années 1970, la plupart des stagiaires étaient des capitaines, puis les premiers pilotes maritimes sont venus pour découvrir le centre dans les années 1990.
Le pilotage maritime dans des maquettes habitées a apporté les avantages suivants :
- les instructeurs sont en mesure d'adapter l'enseignement aux besoins spécifiques des personnels maritimes en formation ;
- les installations lacustres ont été remodelées pour créer des zones d'eau peu profonde avec les courants et pour reconstituer des sites portuaires ;
- tous les types de grands navires sont disponibles et les dispositifs électroniques sont devenus plus sophistiqués afin de reproduire les conditions réelles de navigation ;
- les remorqueurs ont été intégrés à la formation depuis l'an 2000, en intégrant les manœuvres de mouillage, d'accostage et de d'escorte ;
- la propulsion par pod orientable est disponible depuis 2006[1] ;
- le domaine lacustre a été porté de quatre à cinq hectares au cours de l'hiver 2008-2009 ;
- un grand navire porte-conteneurs (8 500 EVP) a été ajouté à la flotte en 2009 ;
- un grand méthanier de 185 000 tonneaux, le Q-Max, a été ajouté en 2010 ;
- une hélice à pas variable (RPC) a été introduite en 2013 ;
- un bateau de croisière (5 000 passagers) avec deux pods et de puissants propulseurs d'étrave a été ajouté en 2014.

## Modèles réduits
Les modèles réduits peuvent transporter et être manœuvrés par au moins une personne. Ils doivent se comporter comme de vrais navires, en procurant les mêmes sensations à l'utilisateur. Le vent, les courants, les vagues, les profondeurs d'eau, les canaux et les postes d'amarrage sont reproduits de façon réaliste.
Les modèles réduits sont utilisés pour la recherche (par exemple sur le comportement du navire), l'ingénierie (aménagement portuaire) et pour la formation aux manœuvres des pilotes maritimes, des capitaines et des officiers. Les maquettes sont généralement au 1/25ème.
L'objectif de la formation sur des modèles réduits est de permettre aux marins d'acquérir ou de développer leurs capacités de manœuvrer grâce à une meilleure compréhension des réactions d'un navire dans des conditions réelles de fonctionnement. Les modèles réduits sont considérés par les capitaines et pilotes comme les meilleurs simulateurs. La formation sur ces maquettes apporte une expérience qui ne pourrait jamais être acquise dans des conditions réelles de fonctionnement, dont ni les armateurs, ni les autorités maritimes n'accepteraient les risques. Les maquettes autorisent les erreurs et l'exploration de situations limites.
La formation permanente sur maquettes maintient le niveau de compétences et complète les simulateurs électroniques. 
Alors que les manœuvres avec les courants, les vagues, les remorqueurs, les ancrages, les effets de rivage, etc. sont reproduits avec plus de précision sur des maquettes, les simulateurs numériques sont plus réalistes quand il s'agit de l'environnement de la passerelle.
Idéalement, la formation aux manœuvres devrait reposer sur trois pieds :
1. La formation sur de vrais navires : l'environnement est plus réaliste, mais le temps passé et les risques acceptables sont limités ;
2. La formation sur modèles réduits : les manœuvres peuvent être poussées au-delà des limites de sécurité, les navires naviguent réellement, mais la perception du capitaine et les conditions de vent sont limités ;
3. La formation sur simulateurs numériques : l'eau et les bateaux sont des équations, mais le pont et la vision à 360° sont assez réalistes pour simuler la gestion de l'équipage et les situations de crise.

## Le lac
Le lac de 5 hectares est situé dans l'Isère, près de Grenoble, dans une zone où le régime des vents est très doux. En outre, il est abrité par une forêt. Les effets incontrôlés du vent sur les navires sont donc minimisés.
Au 1/25ème, le lac représente une zone navigables zone d'environ 5 milles nautiques sur 2, ce qui permet à plusieurs modèles de naviguer en même temps à vitesse normale et accoster à l'une des 50 places des quais. Les zones d'eau peu profondes (moins de 10 % sous la quille pour certains navires) représentent environ 50 % de la superficie du lac.
Un générateur de vagues, de courants et des générateurs de vent, des configurations diverses et complexe d'approche de port font partie de l'équipement du lac dont 40 % sont soumis à des courants.

## La flotte
Les maquettes sont toutes à l'échelle du 1/25ème. Il y a 11 navires et 4 remorqueurs. Tous les navires sont équipés avec des indicateurs d'angle de barre, de vitesse du moteur, de vitesse du navire, de vitesse du vent, etc. La plupart des navires sont équipés avec des propulseurs d'étrave et de poupe ainsi que d'ancres. Cinq navires sont équipés d'un système de suivi GPS et de dispositif spéciaux de gouverne.